# Robin Carnahan

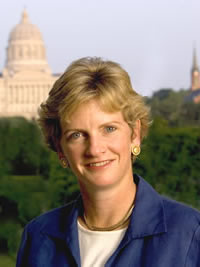
Robin Carnahan

Robin Carnahan (* 4. August 1961 in Rolla, Missouri) ist eine US-amerikanische Politikerin (Demokratische Partei). Von 2005 bis 2013 bekleidete sie das Amt des Secretary of State im Bundesstaat Missouri.
Die Juristin Carnahan sammelte Auslandserfahrung, unter anderem in Ungarn und Tschechien, als sie Anfang der 1990er Jahre im Auftrag des National Democratic Institute bei der Überwachung freier Wahlen in ehemals kommunistischen Ländern eingesetzt war. Ferner war sie für die Export-Import Bank of the United States tätig, ein Finanzinstitut, welches der Förderung des US-Außenhandels dient.
Die Wahl zum Secretary of State im Jahr 2004 gewann sie gegen Catherine Hanaway von den Republikanern, woraufhin sie am 9. Januar 2005 die Nachfolge des ins Amt des Gouverneurs gewechselten Matt Blunt antrat. Obwohl bei ihr, wie sie im Februar 2006 bekanntgab, Brustkrebs diagnostiziert wurde, übte sie ihr Amt auch während der laufenden Behandlung weiterhin aus. Im November 2008 wurde sie mit großer Mehrheit im Amt bestätigt.
2010 wurde Robin Carnahan von den Demokraten für die Wahl zum US-Senat nominiert. Es gelang ihr aber nicht, die Nachfolge des nicht mehr kandidierenden Kit Bond anzutreten: Mit 43:57 Prozent unterlag sie dem Republikaner Roy Blunt.

## Familie
Die Carnahan-Familie ist eine bekannte Größe in der politischen Szene des Staates Missouri. Ihr Vater Mel Carnahan war hier unter anderem Gouverneur, ihre Mutter Jean Carnahan vertrat Missouri im US-Senat. Ihr Großvater A.S.J. Carnahan war Kongressmitglied und Botschafter der USA in Sierra Leone. Ihr Bruder Russ war ebenfalls Kongressabgeordneter.